# 黑鰓底尾鱈
黑鰓底尾鱈，為輻鰭魚綱鱈形目鼠尾鱈科的其中一種，分布於東大西洋愛爾蘭至南非；西大西洋墨西哥灣及加勒比海海域，屬深海底棲性魚類，棲息深度400-2600公尺，體長可達50公分，以橈腳類、糠蝦等為食，生活習性不明。

## 扩展阅读
維基物種上的相關：黑鰓底尾鱈